# Marcel Triboulet
Marcel Triboulet (26 gennaio 1890 – 30 aprile 1939) è stato un calciatore francese, di ruolo attaccante.

## Carriera

### Nazionale
Ha collezionato sei presenze con la propria Nazionale.